# Clubiona semicircularis
Clubiona semicircularis este o specie de păianjeni din genul Clubiona, familia Clubionidae, descrisă de Tang, Song și Zhu în anul 2005. Conform Catalogue of Life specia Clubiona semicircularis nu are subspecii cunoscute.